# 米莉察·曼迪奇
米莉察·曼迪奇（1991年12月6日—）生于贝尔格莱德，是一名塞尔维亚女子跆拳道运动员。2012年伦敦奥运，她在女子67公斤以上级项目上以9比7击败对手，获得金牌，这是塞尔维亚和黑山解体后的第一面奥运金牌。在该届奥运闭幕式中，她担任塞尔维亚代表团的旗手。2013年，她和教练Dragan Jović共同入选跆拳道名人堂。